# 1965年の中日ドラゴンズ
1965年の中日ドラゴンズでは、1965年の中日ドラゴンズの動向をまとめる。
この年の中日ドラゴンズは、西沢道夫監督の2年目（途中就任の前年含む）のシーズンである。

## 概要
杉浦清監督時代の1963年から使用されたスカイブルーのユニフォームが廃止され、前年途中から就任した西沢監督の意向により紺色主体（赤の縁取り）に変更。ユニフォームが一新されたチームは開幕から投打ともに好調で、投手陣では前年途中入団の小川健太郎がエースとして勝ち星を重ね、山中巽・柿本実・河村保彦・水谷寿伸もそれなりの成績を残し、この年から抑え専任となった板東英二はリリーフながら2ケタ勝利を挙げる活躍を見せ、この6人で77勝のうち69勝を稼ぎチーム防御率2.60はリーグ3位。打撃陣でも前年から高木守道が先輩の中利夫と俊足コンビを形成。それ以外もジム・マーシャルや不動の4番・江藤慎一も打撃好調でチーム打率・盗塁数でリーグ1位を記録し、タイトルでも江藤が巨人の王貞治の三冠王を阻止して2年連続の首位打者に、高木が盗塁王を獲得するなど充実した1年となった。チームは対サンケイ戦同一カード13連勝という明るい話題はあったものの7月までBクラスに甘んじ、8月以降は14連勝もあって前年優勝の阪神や大洋を蹴落としてAクラスに浮上したが、時すでに遅く優勝争いにからめず巨人と13ゲーム差の2位で終わった。チームはサンケイに22勝3敗3分、広島に19勝9敗と勝ち越したが、巨人・阪神・大洋には負け越した。この年、西沢監督の盟友である坪内道典ヘッドコーチが就任した。

## チーム成績

### レギュラーシーズン
| 1 | 二 | 高木守道   |
| 2 | 中 | 中利夫     |
| 3 | 一 | マーシャル |
| 4 | 左 | 江藤慎一   |
| 5 | 右 | 葛城隆雄   |
| 6 | 遊 | アスプロ   |
| 7 | 三 | 伊藤竜彦   |
| 8 | 捕 | 高木時夫   |
| 9 | 投 | 柿本実     |

| 順位 | 4月終了時 | 4月終了時 | 5月終了時 | 5月終了時 | 6月終了時 | 6月終了時 | 7月終了時 | 7月終了時 | 8月終了時 | 8月終了時 | 9月終了時 | 9月終了時 | 最終成績 | 最終成績 |
| ---- | --------- | --------- | --------- | --------- | --------- | --------- | --------- | --------- | --------- | --------- | --------- | --------- | -------- | -------- |
| 1位  | 大洋      | --        | 大洋      | --        | 巨人      | --        | 巨人      | --        | 巨人      | --        | 巨人      | --        | 巨人     | --       |
| 2位  | 広島      | 0.5       | 巨人      | 0.5       | 阪神      | 4.0       | 阪神      | 2.5       | 阪神      | 5.5       | 中日      | 7.5       | 中日     | 13.0     |
| 3位  | 阪神      | 1.0       | 阪神      | 2.0       | 大洋      | 4.5       | 大洋      | 5.0       | 中日      | 6.5       | 阪神      | 10.5      | 阪神     | 19.5     |
| 4位  | 巨人      | 1.0       | 中日      | 4.0       | 中日      | 6.0       | 中日      | 9.0       | 大洋      | 10.0      | 大洋      | 17.5      | 大洋     | 23.0     |
| 5位  | 中日      | 5.0       | 広島      | 5.0       | 広島      | 11.0      | 広島      | 10.5      | 広島      | 16.5      | 広島      | 25.0      | 広島     | 31.0     |
| 6位  | サンケイ  | 7.5       | サンケイ  | 9.5       | サンケイ  | 11.5      | サンケイ  | 24.0      | サンケイ  | 30.5      | サンケイ  | 38.5      | サンケイ | 45.5     |

| 順位 | 球団               | 勝 | 敗 | 分 | 勝率 | 差   |
| 1位  | 読売ジャイアンツ   | 91 | 47 | 2  | .659 | 優勝 |
| 2位  | 中日ドラゴンズ     | 77 | 59 | 4  | .566 | 13.0 |
| 3位  | 阪神タイガース     | 71 | 66 | 3  | .518 | 19.5 |
| 4位  | 大洋ホエールズ     | 68 | 70 | 2  | .493 | 23.0 |
| 5位  | 広島カープ         | 59 | 77 | 4  | .434 | 31.0 |
| 6位  | サンケイスワローズ | 44 | 91 | 5  | .326 | 45.5 |

## オールスターゲーム1965
| ファン投票 | 江藤慎一 |            |
| 監督推薦   | 柿本実   | マーシャル |

## 表彰選手
| リーグ・リーダー | リーグ・リーダー | リーグ・リーダー | リーグ・リーダー |
| 選手名           | タイトル         | 成績             | 回数             |
| ---------------- | ---------------- | ---------------- | ---------------- |
| 江藤慎一         | 首位打者         | .336             | 2年連続2度目     |
| 高木守道         | 盗塁王           | 44個             | 2年ぶり2度目     |
| 山中巽           | 最高勝率         | .857             | 2年ぶり2度目     |

| ベストナイン | ベストナイン | ベストナイン |
| 選手名       | ポジション   | 回数         |
| ------------ | ------------ | ------------ |
| 高木守道     | 二塁手       | 3年連続3度目 |
| 江藤慎一     | 外野手       | 3年連続4度目 |
| 中暁生       | 外野手       | 5年ぶり2度目 |

## ドラフト
| 順位 | 選手名   | 守備   | 所属         | 結果               |
| ---- | -------- | ------ | ------------ | ------------------ |
| 1位  | 豊永隆盛 | 投手   | 八代第一高   | 入団               |
| 2位  | 新宅洋志 | 捕手   | 駒澤大学     | 入団               |
| 3位  | 広野功   | 内野手 | 慶應義塾大学 | 入団               |
| 4位  | 平松政次 | 投手   | 岡山東商業高 | 拒否・日本石油入社 |
| 5位  | 平野年明 | 投手   | 八幡製鐵     | 拒否               |
| 6位  | 高岡英司 | 投手   | 富士製鐵広畑 | 入団               |
| 7位  | 小弓場保 | 投手   | 日本生命     | 拒否               |
| 8位  | 永江健一 | 投手   | 鹿児島実業高 | 拒否               |
| 9位  | 仲子隆司 | 投手   | 日本楽器     | 拒否               |
| 10位 | 松井猛   | 外野手 | 電電北海道   | 拒否               |
| 11位 | 鳥谷元   | 投手   | 築上中部高   | 入団               |

松井猛は、アマ復帰前の1958年 - 1959年に大毎オリオンズ（現：千葉ロッテマリーンズ）に在籍したことに加え、、1999年の社会人野球における元プロ選手の受け入れ再開後は、プロ復帰時にドラフトにかける必要がないことから、結果的にドラフト指名された唯一の元日本プロ野球（NPB）選手となった。